# Kostel Nanebevzetí Panny Marie (Blatná)
Kostel Nanebevzetí Panny Marie je římskokatolický chrám ve městě Blatná, okres Strakonice. Církevně chrám patří do farnosti Blatná, která spadá do strakonického vikariátu a českobudějovické diecéze. Gotický chrám vznikl v letech 1444–1515 na místě původního románského kostela. Před kostelem stojí samostatná zvonice, původně barokní z roku 1723, po požáru obnovená v novogotickém slohu. Je chráněn jako kulturní památka České republiky.

## Historie
Původní románský kostel vznikl kolem roku 1290 a trochu později k němu přibyla fara. Kostel Nanebevzetí Panny Marie v Blatné byl postaven Lvy z Rožmitálu v letech 1444 až 1515 v gotickém slohu. Vznikl na místě původního románského kostela založeného Bavory ze Strakonic na konci 13. století. Horní část dokončili v roce 1444 za Jaroslava Lva z Rožmitálu. Poté, v době jeho syna Zdeňka, mistr Staněk přistavěl síňové dvoulodí. Celý kostel byl dostavěn roku v roce 1515 a 8. září stejného roku byl vysvěcen.
Nejstarší část kostela je románská sakristie zachovaná z předchozího kostela.
Presbytář byl přistavěn za Jaroslava Lva z Rožmitálu mistrem Staňkem a jeho syny v letech 1414–1444. V roce 1515 bylo zaklenuto halové dvoulodí sklípkovou klenbou. Současně se síňovým dvoulodím byla vysvěcena kaple sv. Michala (později kaple Božího hrobu), která je též zaklenuta sklípkovou klenbou. Fasády této kaple přestavěny ve 2. polovině 18. století při přístavbě ambitu, kterou zařídila Alžběta Serényiová roku 1764. Dále u kostela stála dřevěná zvonice, kterou v roce 1723 nahradila zděná zvonice navržená J. Spinettim. Tato zvonice byla v letech 1835–36 zvnějšku upravena romantickou novogotickou přestavbou. Též tato zvonice sloužila jako brána do hřbitova obklopujícího kostel. U kostela se též nachází pozdně gotické děkanství, z 15. století, které bylo v roce 1720 zbarokizováno a opraveno roku 1834 po rozsáhlém požáru. Při tomto požáru byly též zničeny radnice, škola, špitál a zvonice.
Kostel je 16 m vysoký a 37 m dlouhý. Celkem se v kostele nachází 9 gotických oken s plaménkovou kružbou, jsou děleny třemi pruty a každé okno má jinou kružbu.
Podle Lehnera a Mencla je blatenský kostel románský, ale tato možnost není podložena přesvědčivými důkazy.

## Architektonický rozbor
Sakristie čtvercového půdorysu je sklenutá žebrovou klenbou s žebry hruškového průřezu a je ukončena konchou. V sakristii se nachází znak pána Bavora ze Strakonic. Z této nejstarší části kostela vedou ocelové dveře z roku 1518 s malířskou výzdobou z roku 1871 zasazeny jsou v sedlovém portálu vedoucím do kněžiště.
Presbytář je zaklenut třemi poli síťové klenby milevského typu s hvězdicovým závěrem z roku 1442 (letopočet uveden nad vítězným obloukem, kde byl zabílen při úpravě kostela v 18. století). Nad vstupem do sakristie byla vysazena mělká pozdně gotická oratoř kamenicky bohatě zdobeným, kružbovým zábradlím pro varhany. Je podporována kamennou římsou a konzolami. Na tento balkon se otevírají sedlové portály. Tyto portály jsou podobné, těm vedoucím do sakristie a na schodiště na balkon z presbytáře, mezi kterými se ve stěně nacházejí náhrobníky Lvů z Rožmitálu (1485) a Seréniů (16.–18. století). Presbytář je zakončen polygonálním závěrem se třemi okny. Okna jsou složena ze 3 polí a zakončena plaménkovými kružbami. Nyní se v polygonálním závěru nachází barokní oltář.
Z presbytáře se mírně lomeným vítězným obloukem s profilem hruškovce otevírá halové dvoulodí hlavní lodi sklenuté čtyřmi poli mělké sklípkové klenby též zvané diamantová, která navazuje obrazcem čtyřcípých hvězdic na jihočeské sklípkové klenby. Je svedena na tři štíhlé sloupy na středové ose hlavní lodi a na prosté ploché pilastry s hlavicí na obvodové stěně. Tlak klenby je přenášen rovněž do vnějšího opěrného systému. Sloupy leží na hlavní centrální ose, ale hrot triumfálního oblouku je stejně jako svorníky síťové klenby umístěn na centrální ose presbytáře, která nesouhlasí s osou hlavní lodi, tudíž nad triumfálním obloukem vzniká zajímavá asymetrie. Sloupy jsou složeny ze tří části. Hlavice je jednoduchá, skládající se z kruhového abaku a prostého nezdobeného plintu, patka má tvar osmibokého hranolu. V klenebním vzorci středová hrana vybíhající ke sloupům viditelně dělí dvoulodí na severní a jižní loď. Tímto se tato klenba liší od obdobných případů. Okna v hlavní lodi jsou tří nebo čtyřdílná zakončená plaménkovými kružbami.
V hlavní lodi se nachází i tříramenná kruchta podklenutá též mělkou sklípkovou klenbou. Byla vybudována současně se zaklenutím lodí. Kruchta zabírá celou šířku dvoulodí a předstupuje do lodi o jedno pole při bočních stěnách. Její klenba je podpírána pěti válcovými sloupy, též s osmibokými patkami a s jednoduchými hlavicemi. Klenba kruchty je dělena na šest polí, ale kvůli schodišti je provedeno pouze pět polí. Vzorec této klenby je též opakující se čtyřcípá hvězda s křížovou spojkou.
Celý kostel je orientován oltářem k východu a hlavní vstup má ze západu. Dnes je hlavní vstup jižní předsíní, která je stejně zaklenuta jako kruchta, též se zde nachází původní kamenná křtitelnice.

## Interiéry
Nejvýraznější zásah do interiéru proběhl v 18. století za hraběnky Serényiové, kdy kostel dostal 3 barokní oltáře a plátno na hlavním oltáři, které zhotovil zdejší malíř Jan Hoffmann. V roce 1934 při pokládce nové podlahy byly náhrobky rodin Lvů, Serenyiů a Rozdražovských vsazeny do zdi. Na kruchtě se dnes nacházejí barokní varhany.

## Další části kostela
Do roku 1780 stál při kostele i hřbitov a roku 1764 nechala Alžběta Serényiová přistavět ambit se šesti arkádami. Dále se v areálu nachází kaple sv. Michala, která stojí při západním ohražení původního hřbitova, rozkládající se kolem farního kostela. Kaple je polygonálně uzavřená budova s podzemní kostnicí. Na jižní stranu kaple se váže otevřený ambit z 18. století. Okna této kaple jsou hrotitá s pozdně gotickými kružbami a strop je zaklenutý sklípkovou klenbou o třech čtyřcípých hvězdicích s jednoduchou spojkou.

## Zvonice
Před kostelem stojí od roku 1723 samostatná zvonice (původně barokní) zvaná též Blatenská věž, jejíž výška je 45,5 m. Při požáru města v roce 1834 shořela i tato věž, největší zvon Matka Boží se propadl dvěma patry zvonice, zaryl do země a praskl a zbývajících pět zvonů se žárem rozlilo. Po požáru byla zvonice obnovena v novogotickém stylu.

## Galerie

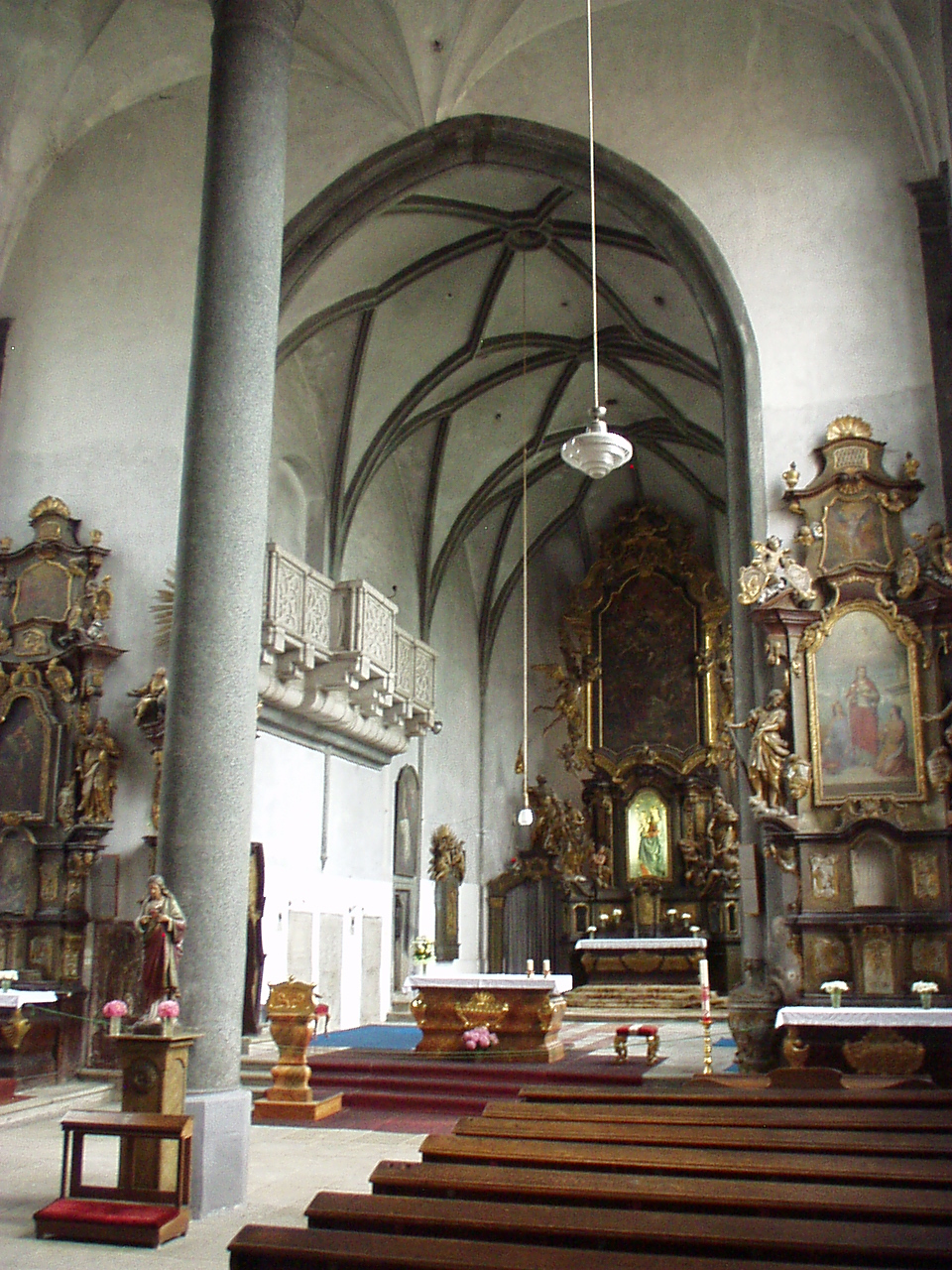
Interiér kostela
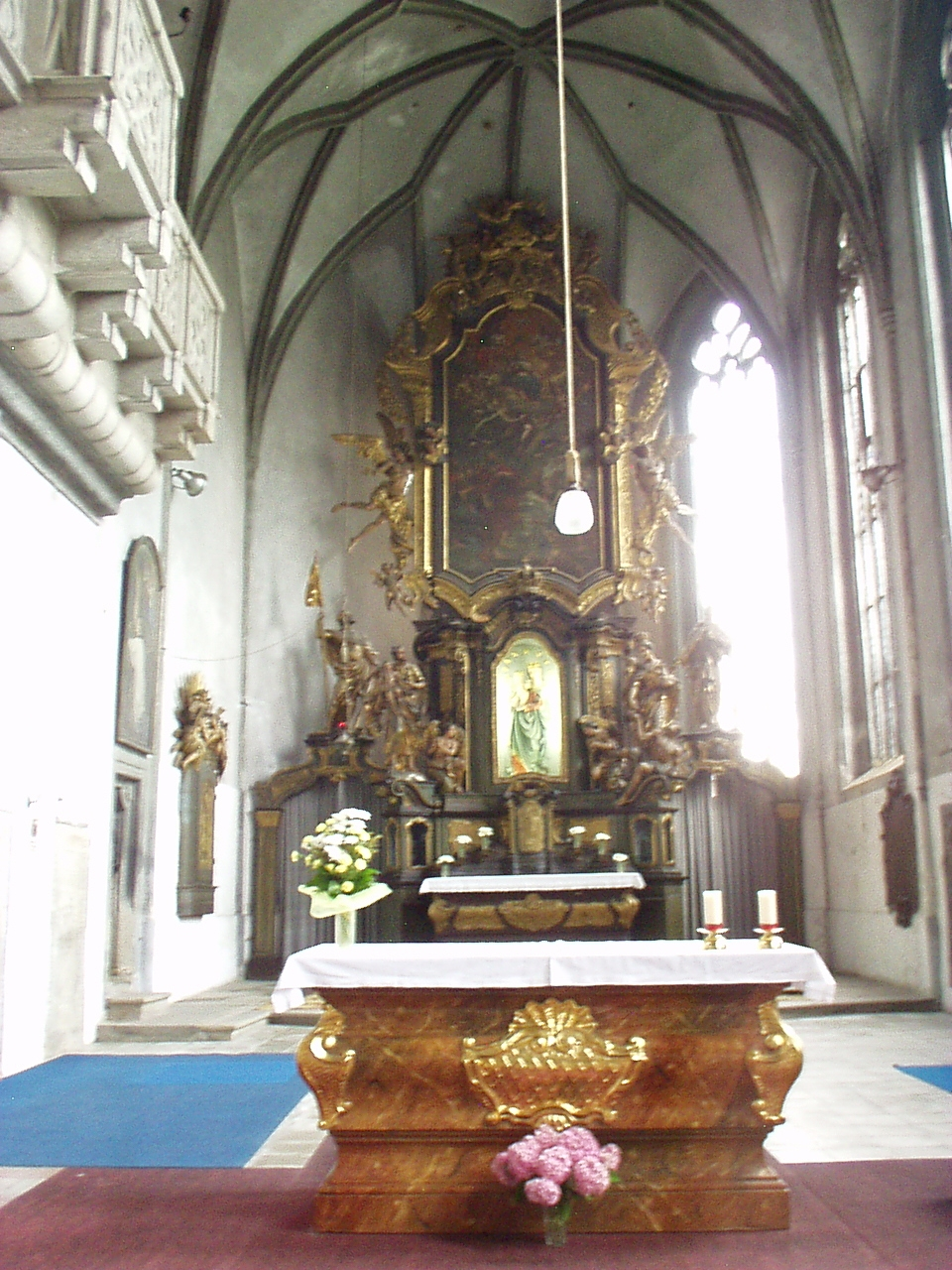
Hlavní oltář
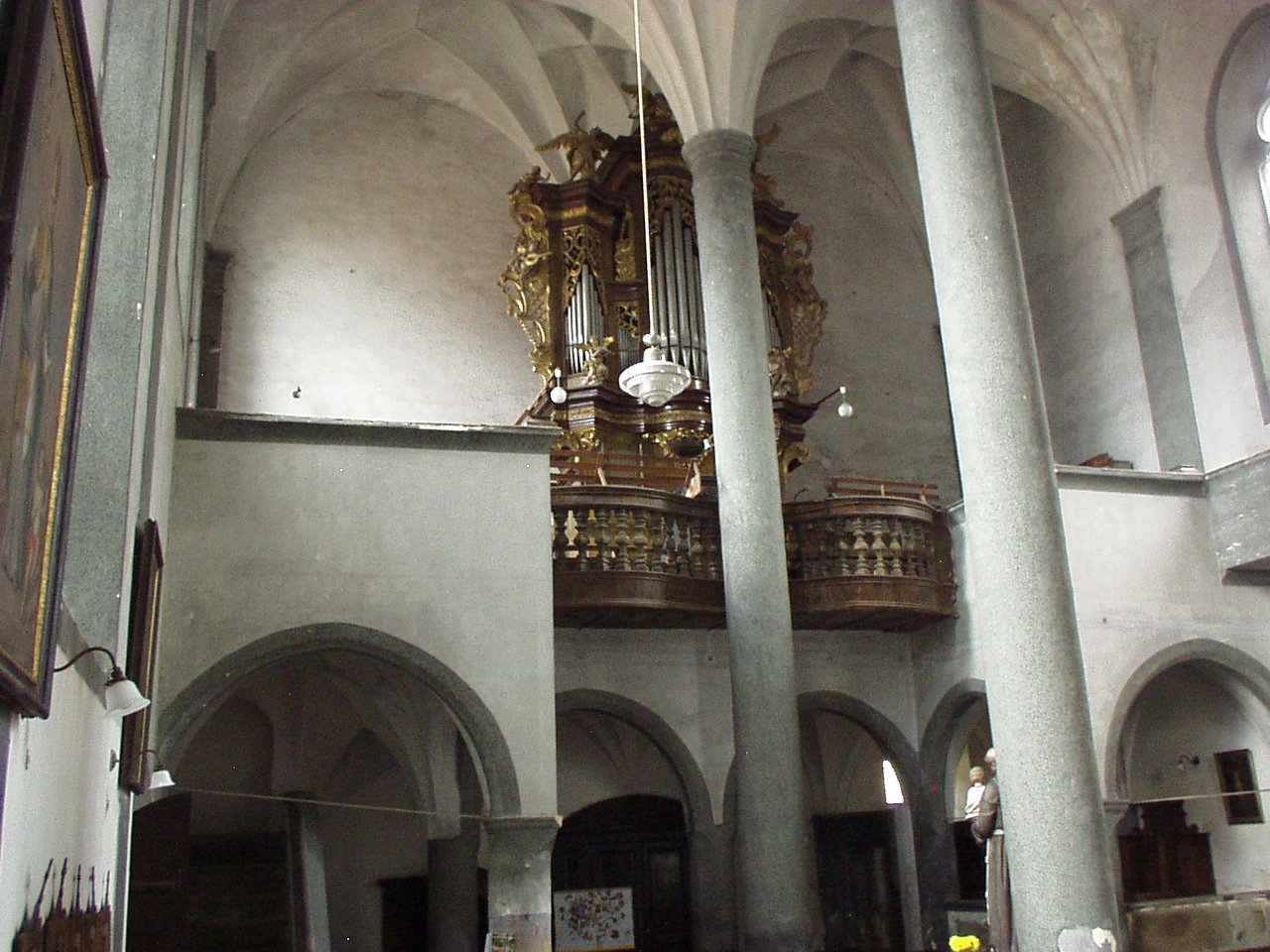
Kostelní varhany
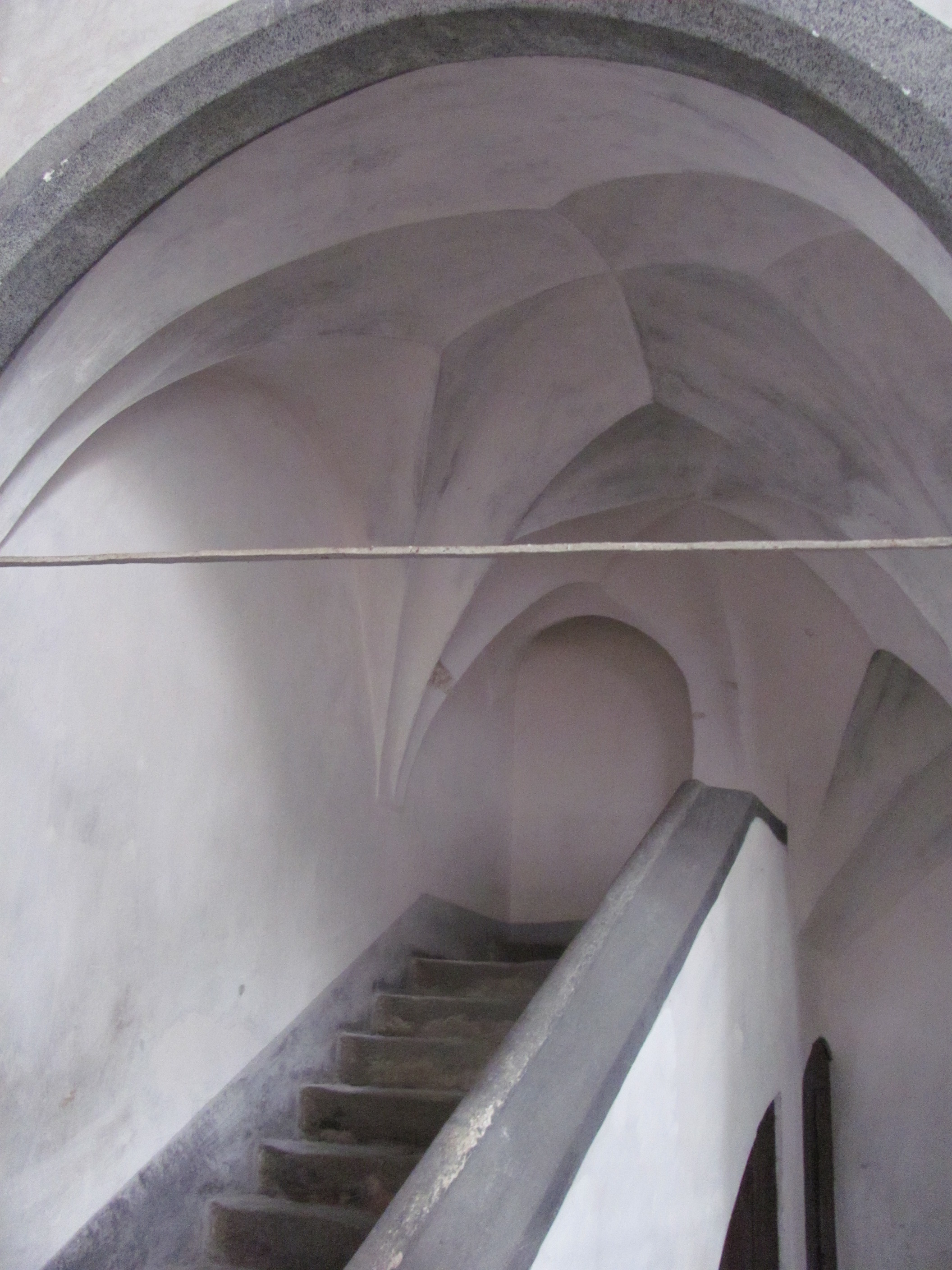
Klenba nesoucí kruchtu
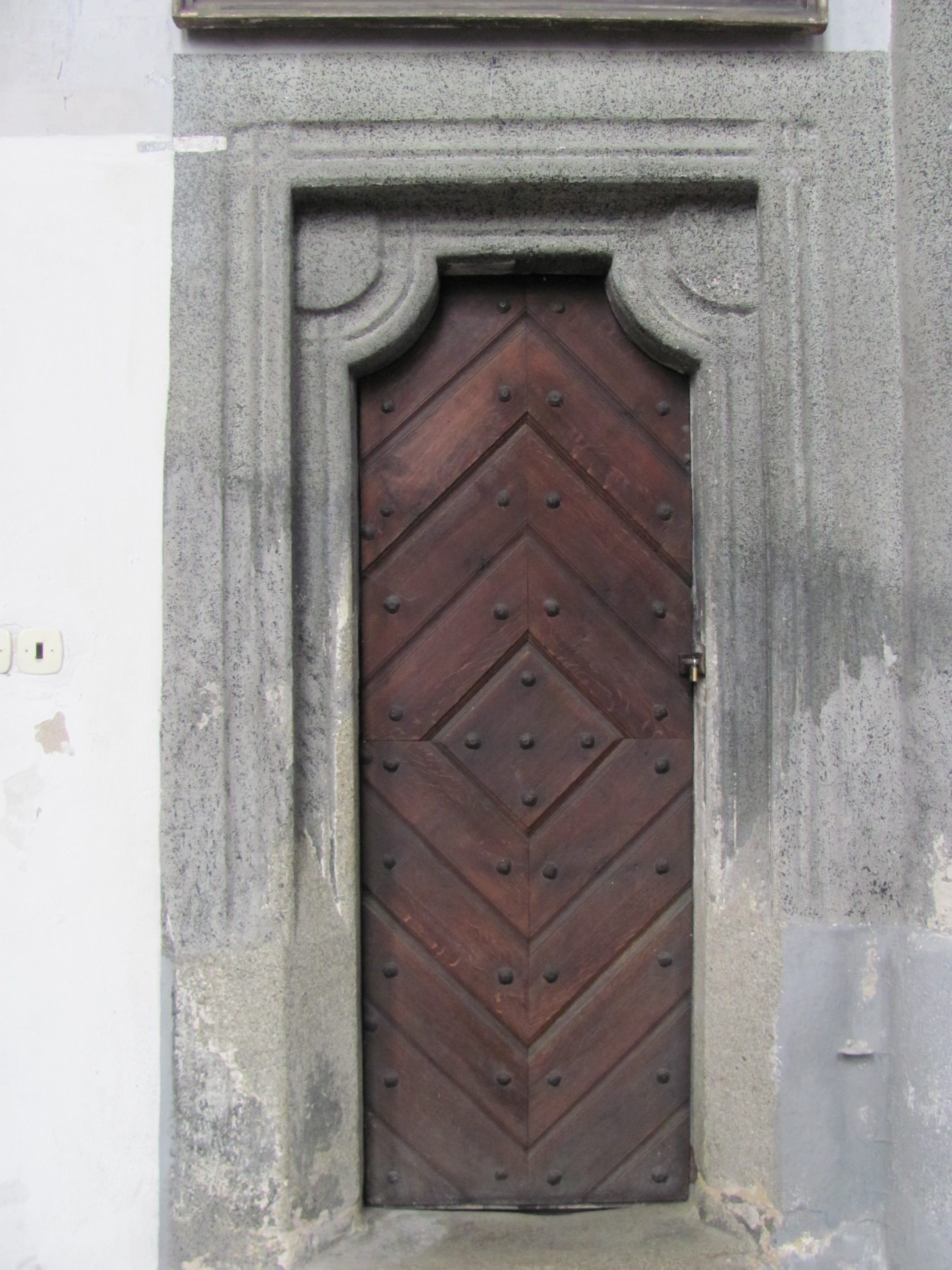
Portál vedoucí ke schodišti na oratoř
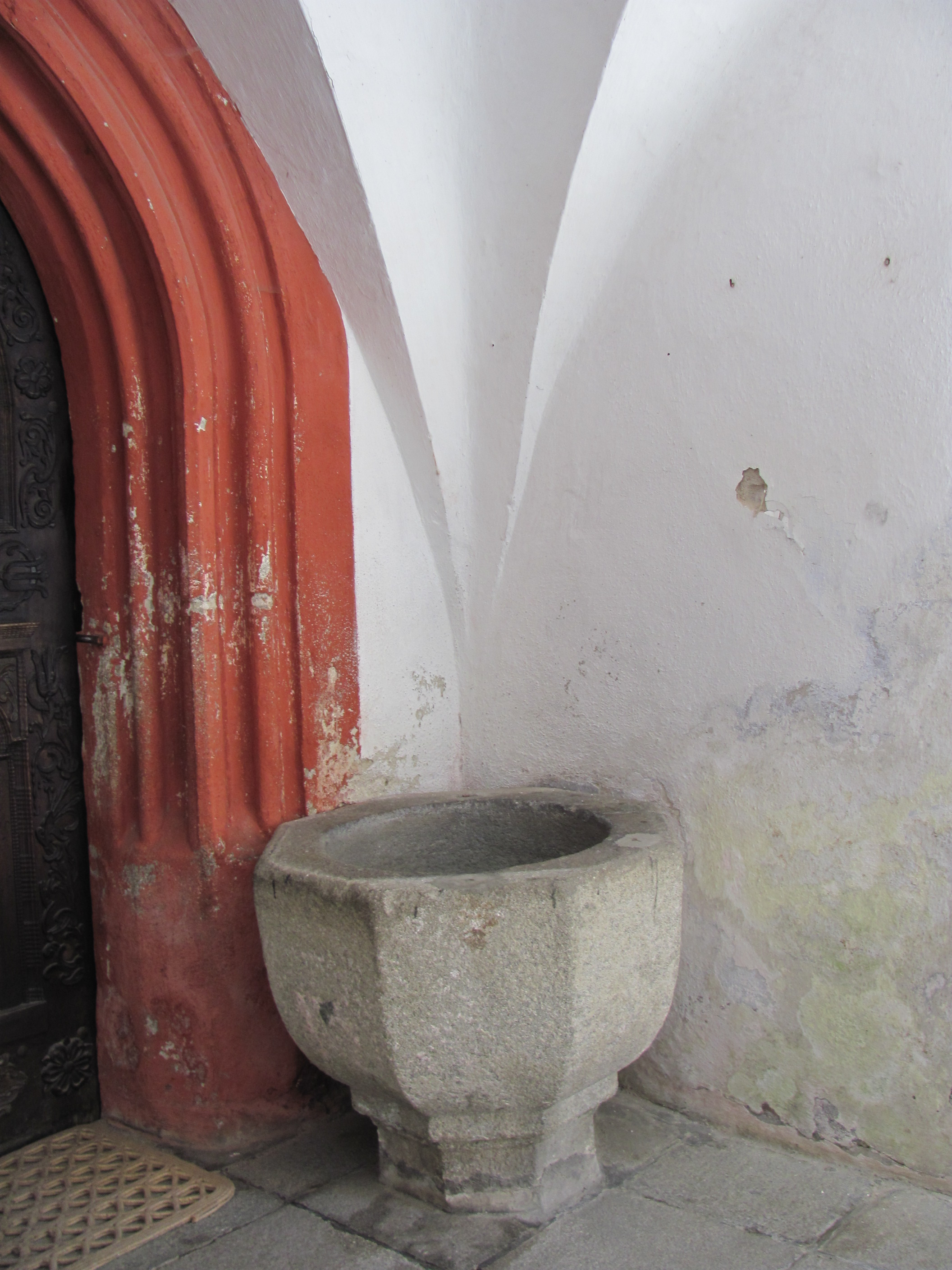
Křtitelnice
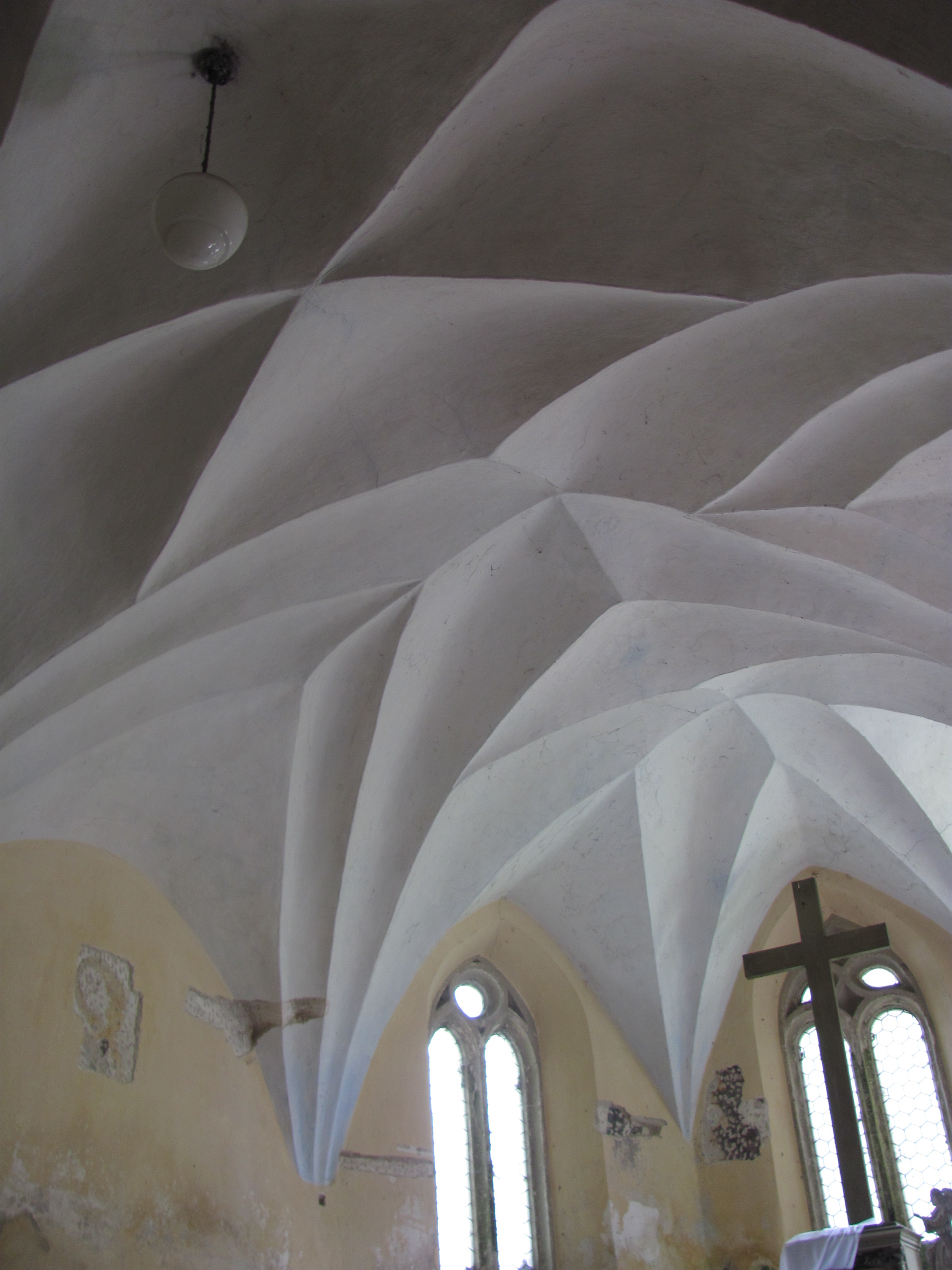
Klenba v kapli
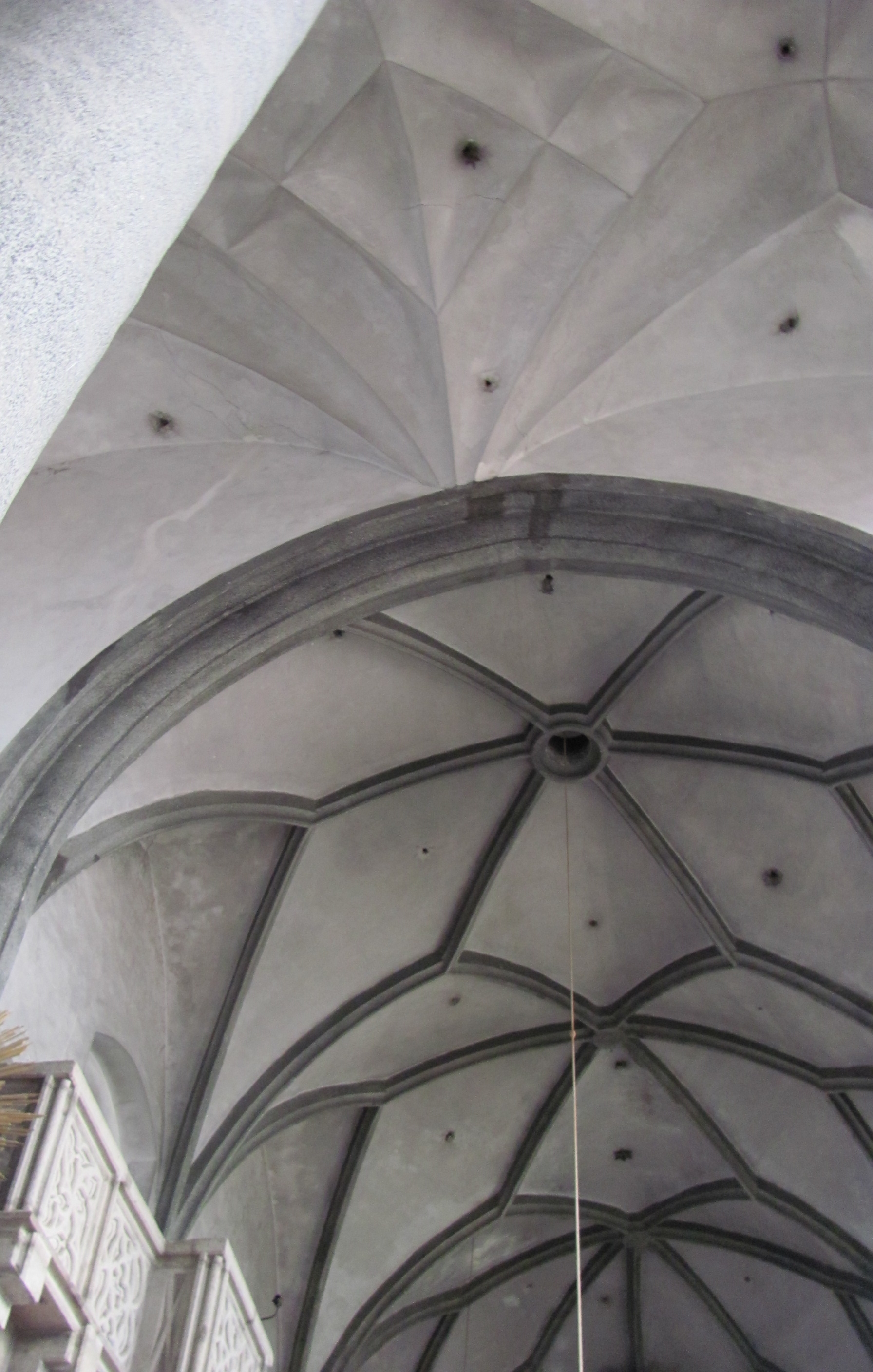
Přechod kleneb mezi hlavní lodí a presbytářem
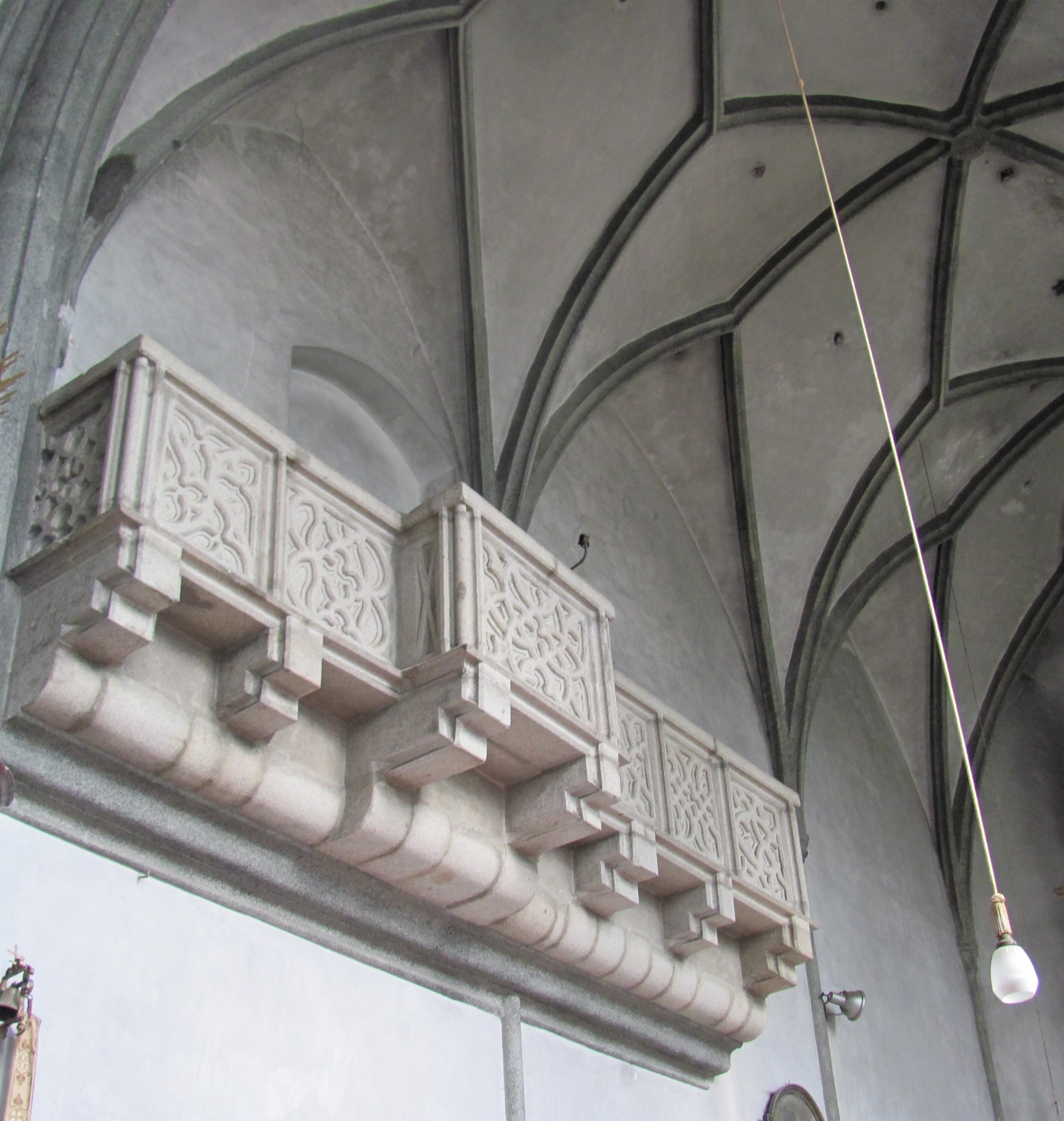
Oratoř
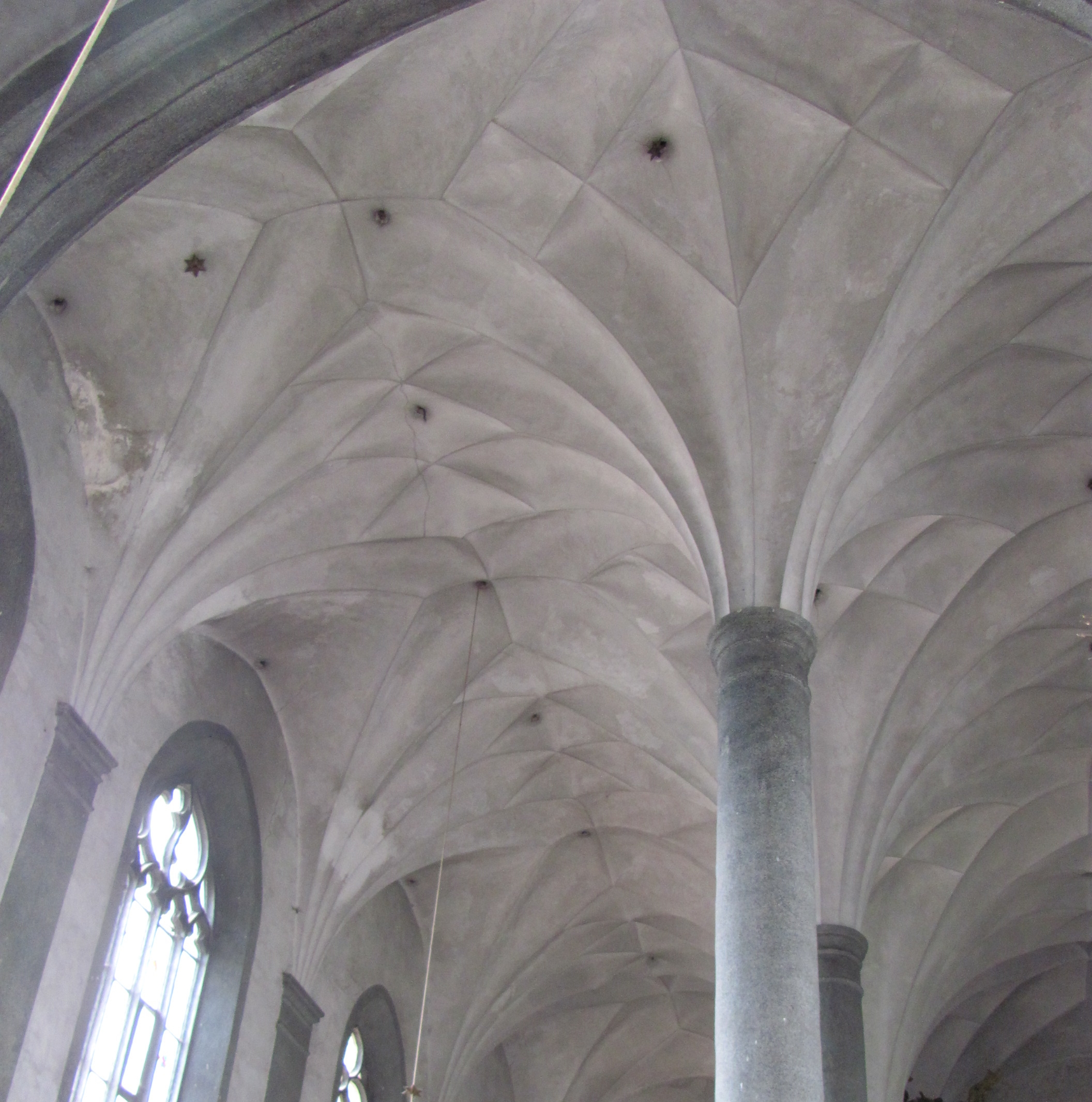
Sklípková klenba hlavní lodi
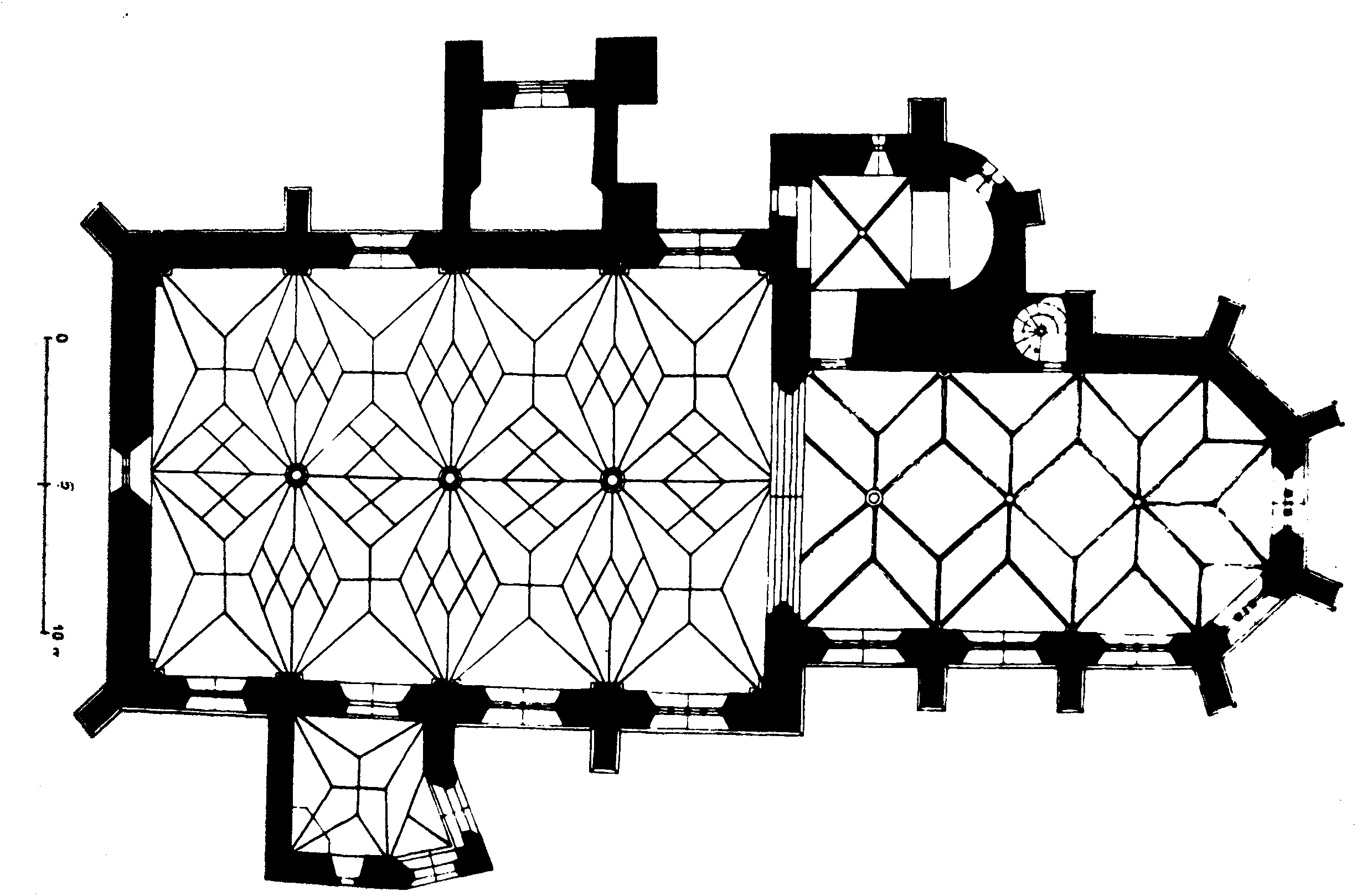
Půdorys